# 小考波利坎
根据胡安·伊格纳西奥·莫利纳所说，小考波利坎是战争领袖考波利坎之子。在他的父亲于1558年被俘虏并被处死后，他便成为了战争领袖。他在1558年继续马普切人第一次造反反抗西班牙征服者的事业，指挥马普切军队在基亚波修建了堡垒。当时加西亚·乌尔塔多·德·门多萨打算在阿劳科重建一座堡垒，以完成一条堡垒锁链，来镇压马普切人的起义。小考波利坎的行为阻止了门多萨的计划。在基亚波战役，马普切人遭受了巨大的失败，并且小考波利坎死在了这一战。他的战争领袖职位的继承者是伊良古连。
更早的历史学家迭戈·德·罗萨莱斯说，在基亚波率领军队的战争领袖是莱穆卡金。